# Église de l'Invention-de-Saint-Étienne de Villeneuve-lès-Béziers
Pour les articles homonymes, voir Église Saint-Étienne et Saint-Étienne (homonymie).
L'église de l'Invention-de-Saint-Étienne est une église partiellement romane située à Villeneuve-lès-Béziers dans le département français de l'Hérault en région Occitanie.

## Historique
La partie romane de l'église fut construite au XIIe siècle, les modifications gothiques datant du XIVe siècle.
Elle fait l'objet d'une inscription au titre des monuments historiques depuis le 11 octobre 1930.

## Architecture

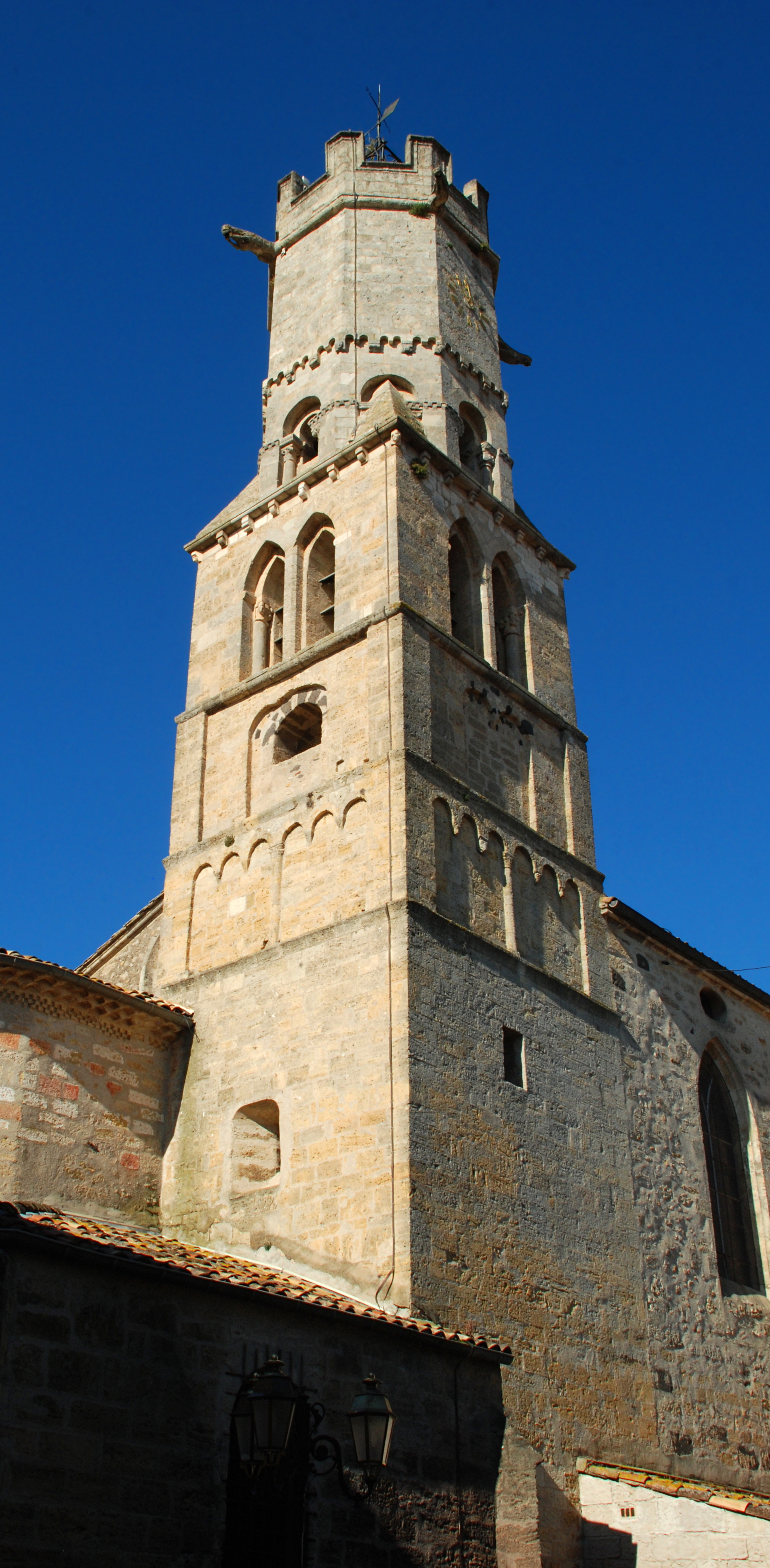
Le clocher vu du nord-est
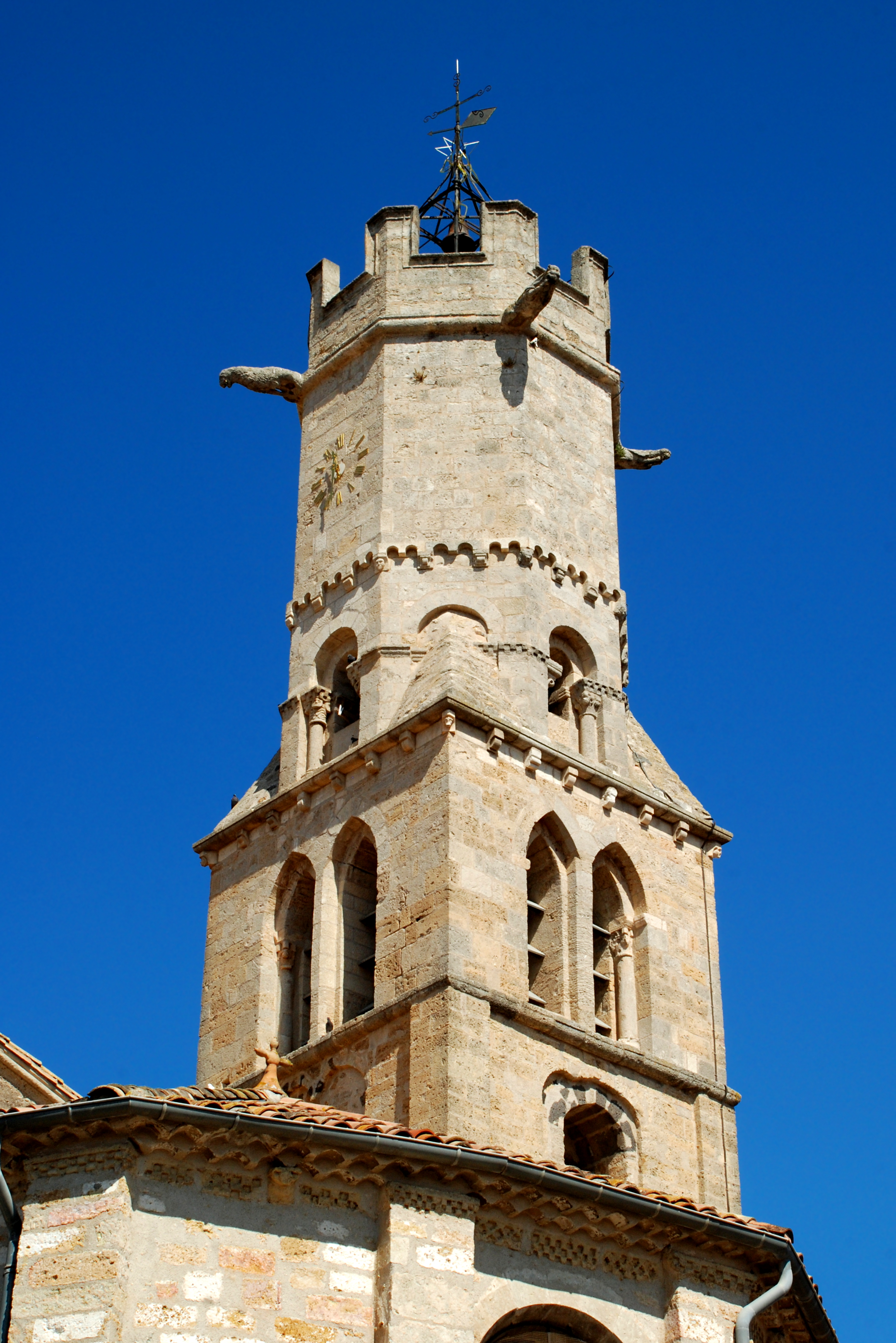
Le clocher vu du sud-est
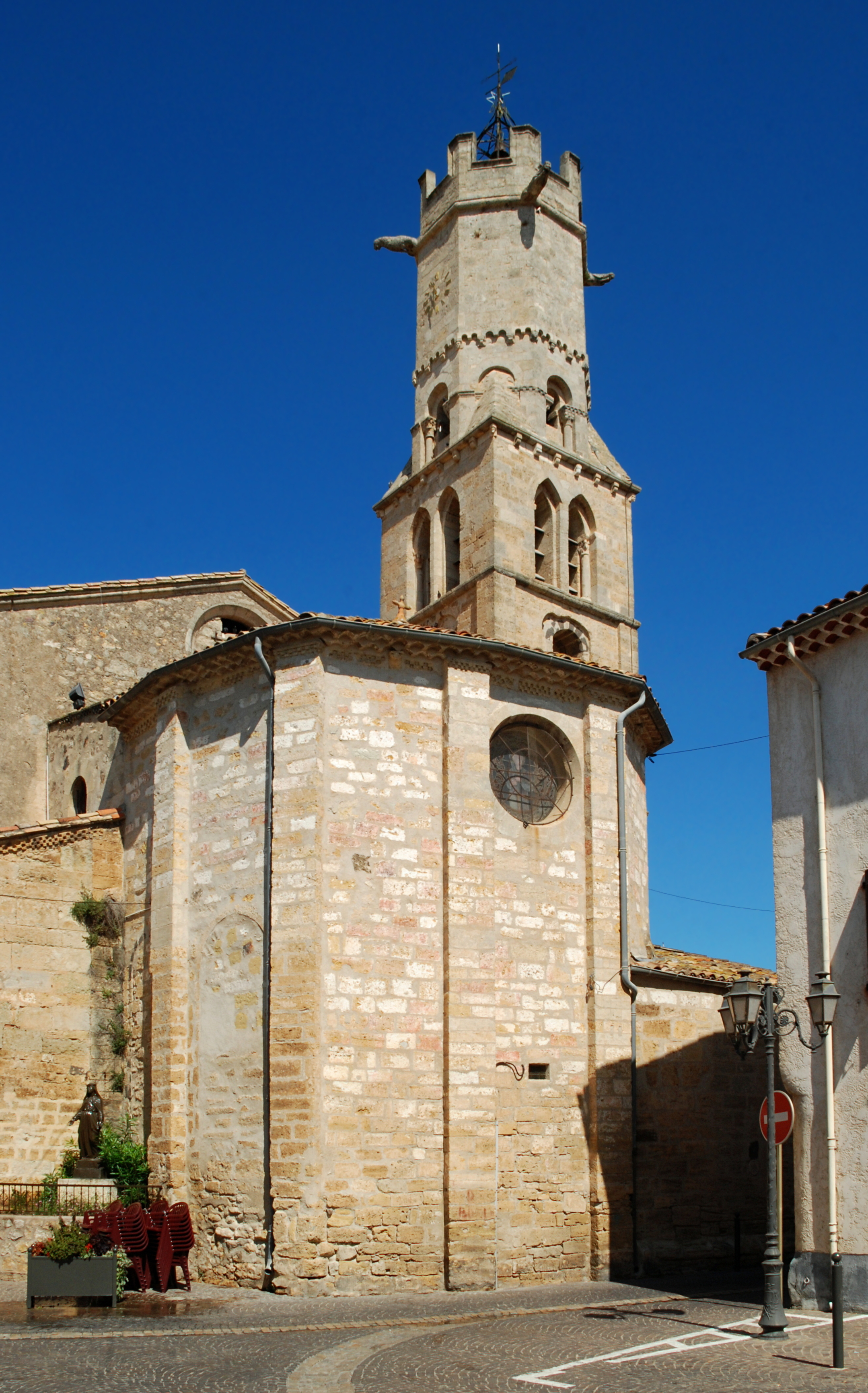
Le chevet